# Noctua fumida
Noctua fumida là một loài bướm đêm trong họ Noctuidae.